# Jesús Redondo
Jesús Redondo Román es un dibujante de cómic español (Valladolid, 1934). 

## Biografía
Jesús Redondo inició su carrera profesional como publicista para el sello Cid.
Hacia 1961 empezó a trabajar para Editorial Bruguera y a través de su agencia Creaciones Editoriales dio el salto hacia el mercado internacional. Publicó así en revistas románticas británicas como "Diana", "Mirabelle" y "Valentine".
Al mismo tiempo, Bruguera le encargó adaptaciones de relatos literarios para las colecciones "Héroes" (1968-1971) e "Historias Selección" (1971-1974). Este último año empezó a colaborar con la revista holandesa "Tina".
Desde entonces trabajó sobre todo para la revista "2000 AD", con alguna aparición puntual en el mercado español, como en una reanudación de El Capitán Trueno.

## Obra
| Años | Título                                             | Guionista                       | Tipo       | Publicación                                                                            |
| ---- | -------------------------------------------------- | ------------------------------- | ---------- | -------------------------------------------------------------------------------------- |
| 1958 | Rosas Blancas                                      |                                 | Serial     | Toray                                                                                  |
| 1961 | As de Corazones                                    |                                 | Serial     | Bruguera                                                                               |
| 1963 | Celia                                              |                                 | Serial     | Bruguera                                                                               |
| 1968 | El Faro del Diablo                                 |                                 | Monografía | Bruguera: Héroes / Viaje al fondo del mar, núm. 1                                      |
| 1969 | La Isla de Metal                                   |                                 | Monografía | Bruguera: Héroes / Viaje al fondo del mar, núm. 2                                      |
| 1969 | El Navío Fantasma                                  |                                 | Monografía | Bruguera: Héroes / Viaje al fondo del mar, núm. 3                                      |
| 1971 | Es pronto para vivir                               | Sebastián Estrade               | Monografía | Bruguera: Historias Selección / Ciencia Ficción, núm. 1                                |
| 1971 | Genestel                                           | Sebastián Estrade               | Monografía | Bruguera: Historias Selección / Ciencia Ficción, núm. 2                                |
| 1972 | Formas diferentes                                  | Sebastián Estrade               | Monografía | Bruguera: Historias Selección / Ciencia Ficción, núm. 3                                |
| 1973 | Oliver Twist                                       | José Antonio Vidal Sales        | Monografía | Bruguera: Joyas Literarias Juveniles, núm. 70                                          |
| 1973 | Una ciudad en el infierno                          | Sebastián Estrade               | Monografía | Bruguera: Historias Selección / Ciencia Ficción, núm. 4                                |
| 1974 | El viajero del tiempo                              | Noel Noel                       | Monografía | Bruguera: Historias Selección / Ciencia Ficción, núm. 5                                |
| 1975 | Centauro                                           | Andreu Martín                   | Serie      | Sacarino                                                                               |
| 1977 | Mili y Eduardo                                     |                                 | Serie      | Christie, Gina, Esther                                                                 |
| 1979 | Guerras en la mente                                | Alan Hebden                     | Serie      | Cimoc                                                                                  |
| 1980 | S.O.S, dossier ecológico                           | Francisco Pérez Navarro         | Serie      |                                                                                        |
| 1981 | Retorno a Armageddon                               |                                 | Serie      | Delta                                                                                  |
| 1983 | Paula, la Mujer Voladora                           |                                 | Serie      | Jana                                                                                   |
| 1983 | Juana de Arco                                      |                                 | Monografía | Bruguera: Cómic biografías, núm. 6                                                     |
| 1986 | Historia de un rifle                               | Carlos Echevarría               | Serie      | El Capitán Trueno                                                                      |
| 1989 | I love english: Five on the Pacific                | Víctor Mora                     | Serial     | SM & Bayard                                                                            |
| 1990 | Mr. Black                                          | Antoni Guiral                   | Serie      | Creepy                                                                                 |
| 1991 | Mentalman                                          | José Antonio Rodríguez Heredero | Serie      | Dólar                                                                                  |
| 1992 | Bartolomé de las Casas - El defensor de los indios | Andreu Martín                   | Monografía | Sociedad Estatal Quinto Centenario/Planeta-DeAgostini: Relatos del Nuevo Mundo, núm. 6 |
| 1992 | Un paseo por la Rioja                              | Antoni Guiral, Carlos Muntión   | Monografía | La Rioja'92                                                                            |
| 1995 | Miller                                             | Antoni Guiral                   | Serie      | Cimoc                                                                                  |
| 1996 | El Capitán Trueno: El Correo de la Reina Sigrid    | Víctor Mora                     | Serie      | Ministerio de Obras Públicas y Urbanismo                                               |